# Cathorops puncticulatus
Cathorops puncticulatus es una especie de pez de la familia Ariidae en el orden de los Siluriformes.

## Distribución geográfica
Se encuentran en Sudamérica: Argentina.